# San Pancrazio (Bucine)
San Pancrazio ist ein Ortsteil (Fraktion, italienisch frazione) der italienischen Gemeinde Bucine in der Provinz Arezzo in der Toskana.

## Geografie
Der Ort liegt etwa acht Kilometer südöstlich des Hauptortes Bucine und etwa 20 km südwestlich der Provinzhauptstadt Arezzo und etwa 50 km südöstlich im Ambratal (Valdambra) am Übergang zum Chianatal (Val di Chiana). Der Ort liegt bei 509 m s.l.m. und hatte 2001 146 Einwohner. 2011 waren es 98 Einwohner.

## Geschichte
Funde eines Epigramms weisen auf eine Besiedelung in römischer Zeit hin. Im 13. Jahrhundert unterstand die Burg von San Pancrazio (heute nicht mehr vorhanden) den Mönchen der Abtei Badia Agnano und den Ubertini aus Arezzo, die später von den Tarlati ersetzt wurden. Im Konflikt zwischen Ghibellinen und Guelfen übergab der Abt Don Basilio di Santa Maria d’Agnano mit anderen Orten San Pancrazio am 28. Oktober 1340 an die Republik Florenz. Nach der Niederlage der Stadt Arezzo gegen die Republik Florenz 1384 wurden die Stadtmauern nach und nach abgetragen. 1551 hatte der Ort 159 Einwohner, 1745 waren es 281 und 1833 hatte der Ort 359 Einwohner. Am 29. Juni 1944 fand durch die Fallschirm-Panzer-Division 1 Hermann Göring das Massaker von Civitella in Val di Chiana, Cornia und San Pancrazio statt, bei dem in San Pancrazio mindestens 55 Personen in den Kellern des Palazzo Podestarile ermordet wurden. Der Gedenkstein für die Ermordeten von San Pancrazio umfasst 79 Menschen.

## Sehenswürdigkeiten

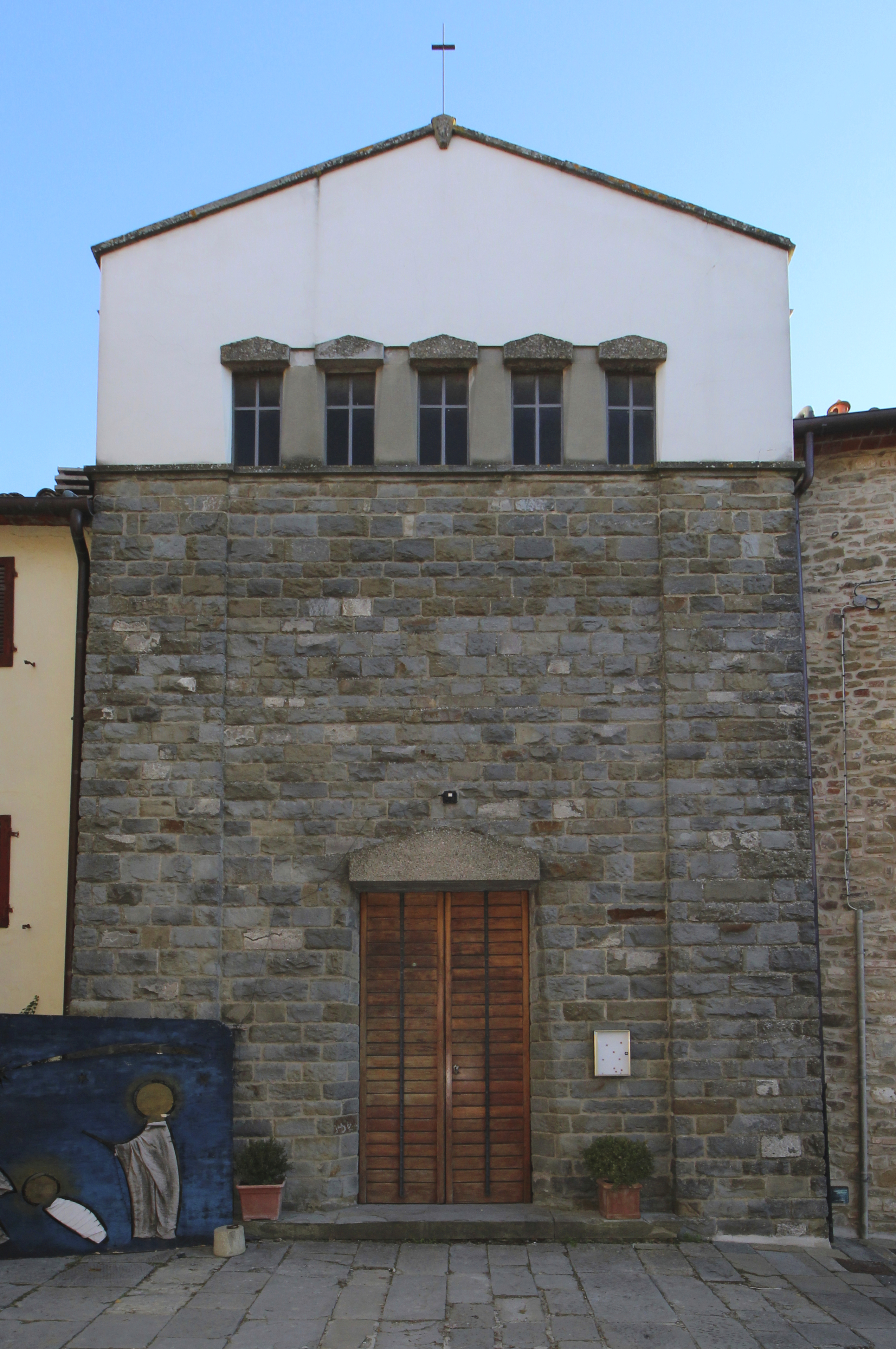
Die Kirche Sant’Egidio

- Sant’Egidio, Kirche im Ortskern, die zum Bistum Arezzo-Cortona-Sansepolcro gehört und im 16. Jahrhundert entstand.[6] Die Kirche unterstand lange der Pieve von San Giusto a Palazzuolo[1] (heute im Gemeindegebiet von Monte San Savino). Die Kirche wurde 1944 schwer beschädigt und später wieder aufgebaut.[2]
- San Rocco, Kirche kurz außerhalb des Ortskern.[7]
- Palazzo del Podestarile, 17. Jahrhundert (um 1650[2]), enthält seit dem 29. Juni 2007 das Museum Museo della Memoria.[8] Das von der Wehrmacht stark beschädigte und in Flammen gesetzte Gebäude wurde 1972 von der Gemeinde Bucine erstanden und bis 2000 restauriert. Im Keller, dem Ort wo am 29. Juni 1944 die Exekutionen stattfanden, befindet sich seit 1980 das Sacrario mit den Namenstafeln und einer Kapelle.[9]
- Monumeto ai Caduti, Denkmal der Ermordeten am 29. Juni 1944.

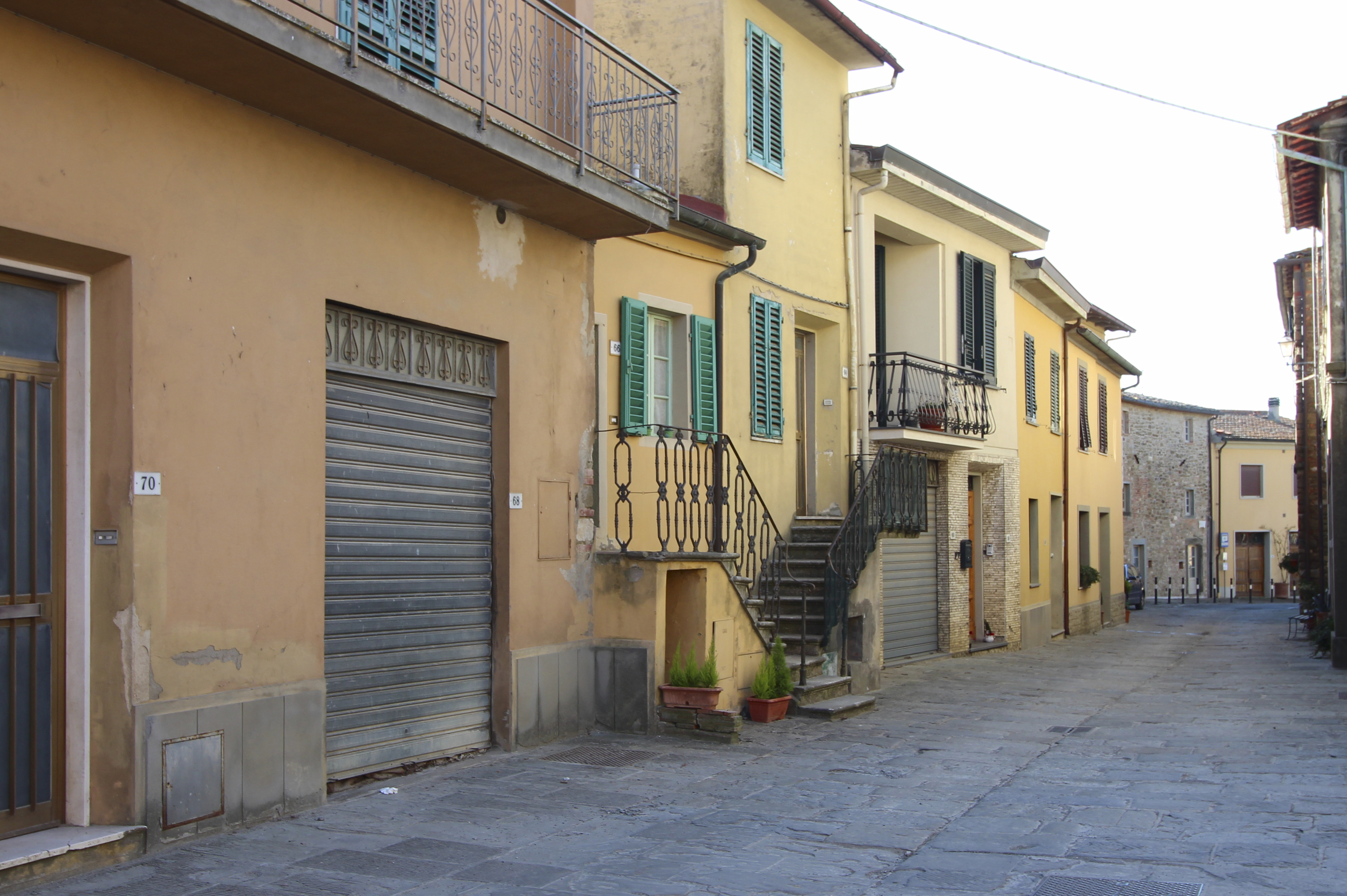
Die Via Zara in San Pancrazio
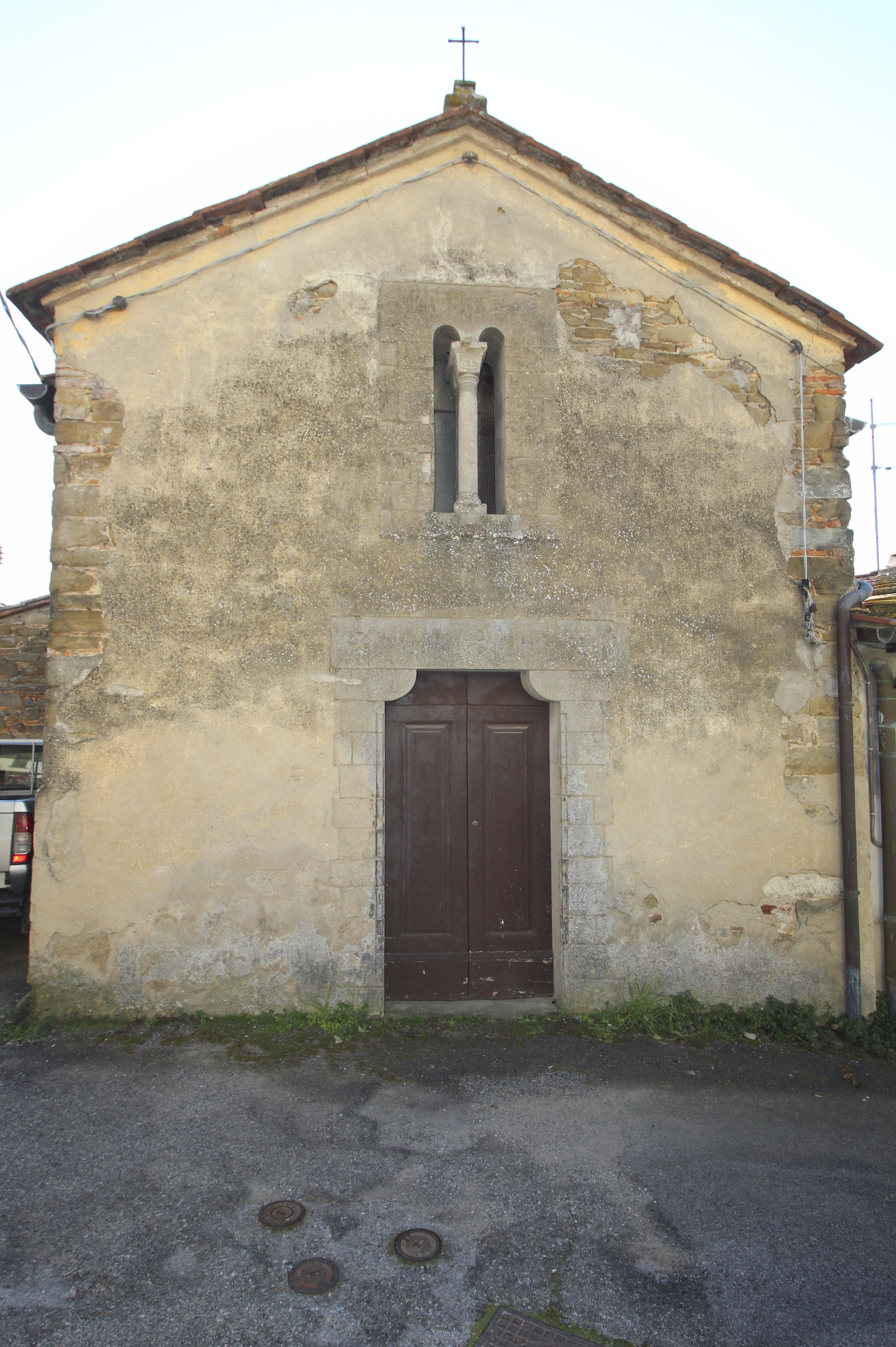
Die Kirche San Rocco
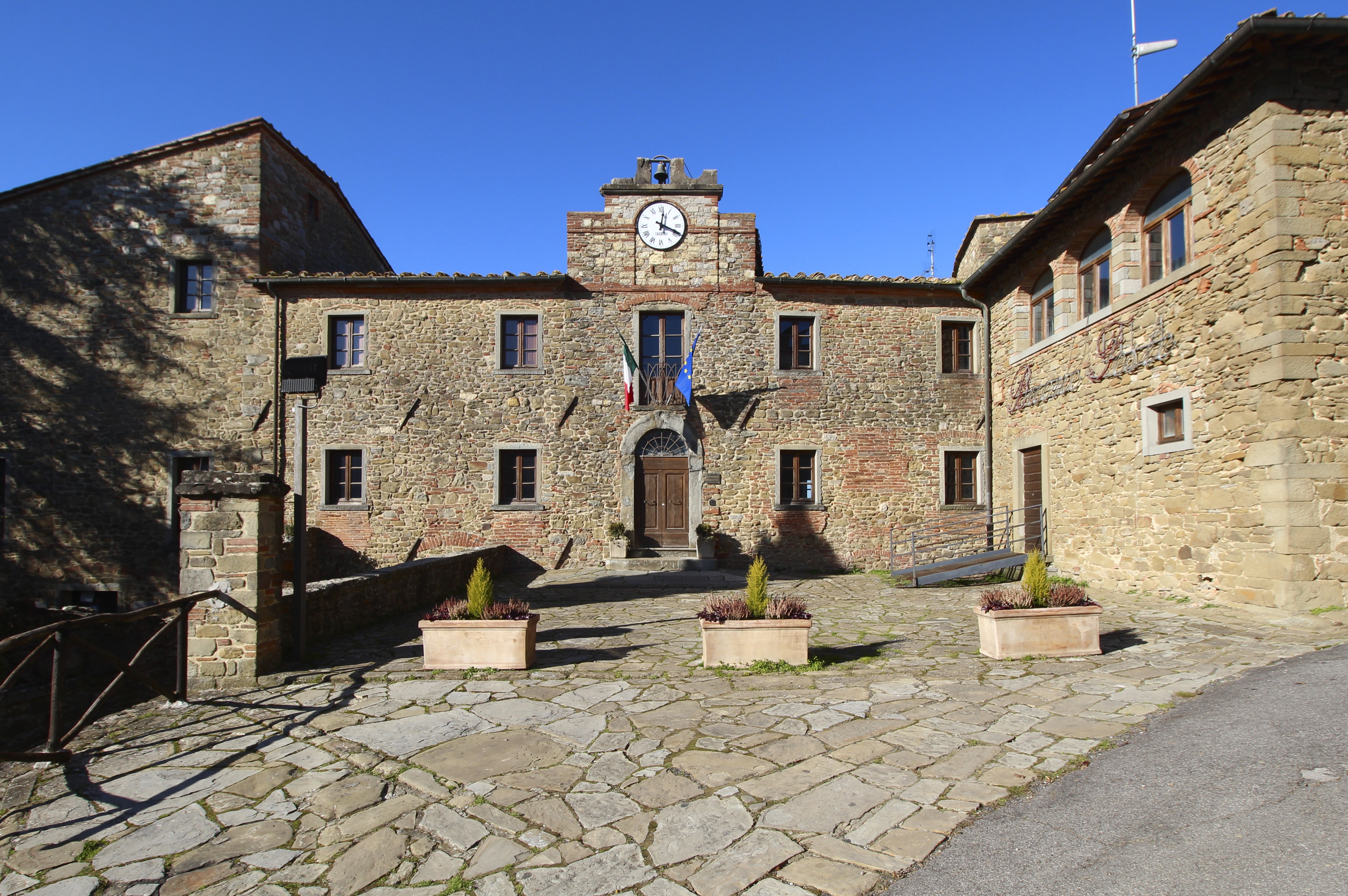
Der Palazzo Podestarile
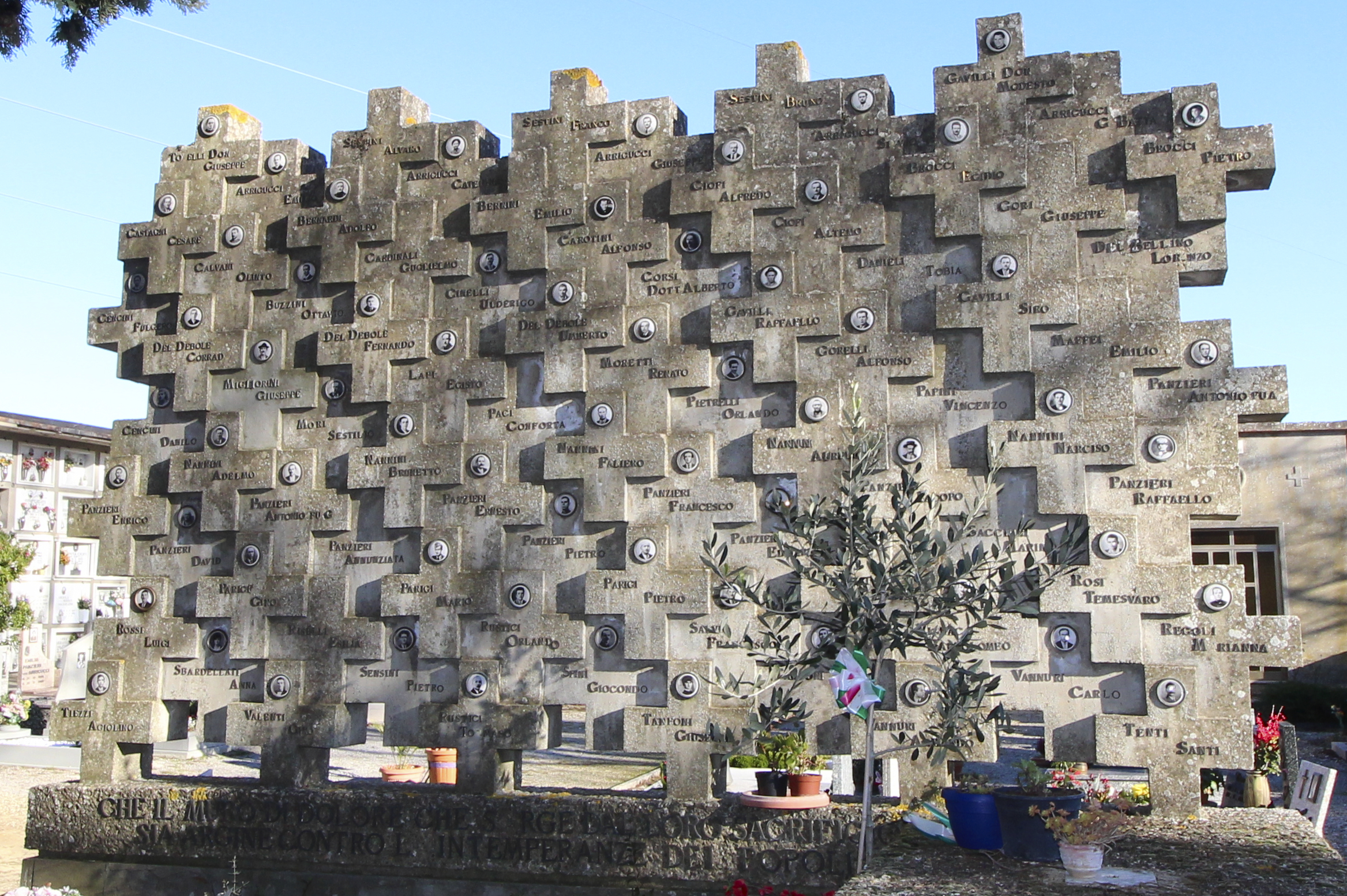
Gefallenendenkmal am Friedhof